# Tim Eustace
Timothy James Eustace, thường được biết là Tim Eustace (sinh ngày 27 tháng 12 năm 1956) là một chiropractor người Mỹ và chính khách của Đảng Dân chủ từ Maywood, New Jersey, từng phục vụ trong Đại hội đồng New Jersey, đại diện cho Lập pháp Quận 38 từ 2012 đến 2018.

## Tuổi thơ
Sinh ra ở Passoms, New Jersey, Eustace theo học tại Học viện Blair ở Blairstown, New Jersey, tốt nghiệp năm 1974;  sau đó ông nhớ lại những thách thức của việc đi phương tiện giao thông công cộng từ Học viện Blair trở lại Quận Bergen. Năm 1978, ông lấy bằng cử nhân khoa học về tâm lý học từ Ramapo College ở Mahwah, New Jersey. Theo học tại Pennsylvania College of Chiropractic, Eustace lấy bằng tiến sĩ năm 1985 và trở thành một chuyên gia chiropractor được cấp phép. Ông cũng từng là chủ tịch phòng thương mại của Maywood và Câu lạc bộ Rotary địa phương. Eustace là người đồng tính công khai; ông đã cùng với người bạn đời và người chồng sau này Kevin Williams, giám đốc Dự án Maywood Rotary Kenya, trong 34 năm và họ đã cùng nhau nuôi dạy hai đứa trẻ trước cái chết của Williams vào tháng 6 năm 2015.
Eustace và chồng là một trong những cặp đồng tính nam đầu tiên nhận con nuôi ở New Jersey.